# Volkmar Kleinert
Volkmar Kleinert (* 20. September 1938 in Dresden) ist ein deutscher Schauspieler und Hörspielsprecher. Als Schauspieler wirkte in über 90 Theaterrollen und 130 Film- und Fernsehproduktionen mit, wo er oftmals in der Rolle des Antagonisten besetzt wurde. In seiner Funktion als Sprecher war er an über 250 Hörspielen beteiligt.

## Leben

### Familie und Privates
Volkmar Kleinert wurde als Sohn des Dirigenten Rolf Kleinert (1911–1975) und der Operettensängerin Eleonore Schramm in Dresden-Friedrichstadt geboren. Er ist der älteste von vier Geschwistern, darunter die Dokumentarfilmregisseurin Angelika Andrees (* 1951).
Kleinert war mit der Theaterschauspielerin Gisela Müller verheiratet. Aus der Ehe entstammen zwei Söhne, darunter Michael Kleinert (* 1954), der ebenfalls den Schauspielberuf ergriff. Während der Dreharbeiten von Celino Bleiweiß’ Filmdrama Die eigene Haut lernte er die Schauspielerin Regina Beyer (* 1947) kennen, die eine Tochter (* 1972) aus ihrer vorhergehenden Ehe mit Frank Obermann (1944–1995) in die Beziehung brachte. 2012 heiratete das Paar nach 38 Jahren in Berlin-Köpenick. Im Oktober 2019 veröffentlichte das Paar mit Ein Schauspieler spielt selten allein eine gemeinsame Autobiografie im Verlag Neues Leben und hält regelmäßig Rezitationen und Lesungen.

### Ausbildung und Theater
Nach bestandenem Abitur begann Kleinert 1957 eine Schauspielausbildung an der Theaterhochschule Leipzig, ehe er 1960 als Darsteller auf der Eisenacher Landesbühne debütierte. Dort spielte er den Dromeo in William Shakespeares Die Komödie der Irrungen, den Sekretär Wurm in Friedrich Schillers Kabale und Liebe, als Bruno Mechelke in Gerhart Hauptmanns Die Ratten, als Pylades in Iphigenie in Aulis vom griechischen Dichter Euripides und in Schillers Drama den Marquis von Posa in Don Karlos.
Zwei Jahre später hatte er ein Engagement in Karl-Marx-Stadt, heute Chemnitz. Dort lernte er den Schauspieler und Regisseur Wolfgang Heinz kennen, der ihn 1964 – nachdem Heinz Intendant des Deutschen Theaters wurde – nach Berlin holte. 2001 beendete er seine Tätigkeit am Deutschen Theater. Seither arbeitet Kleinert als freischaffender Schauspieler und übernimmt regelmäßig Gastengagements an Deutschen Schauspielhäusern.
Am Theater im Palast (TiP) spielte er 1980 den Dr. Joachim Kippenberg in Gabriele Bigotts Inszenierung des Stücks Kippenberg nach dem Roman von Dieter Noll und wurde für seine schauspielerische Leistung beim II. Leistungsvergleich der Schauspiel- und Musikensembles der DDR für die Interpretation dieser Titelrolle mit dem Sonderpreis für seine „hervorragende Einzelleistung“ ausgezeichnet.
Bei den Bad Hersfelder Festspielen 1997 übernahm Kleinert in einer Inszenierung von Helmut Stauss die Rolle des Maximilien de Robespierre, einer der Mitglieder des Wohlfahrtsausschusses, in Georg Büchners Dantons Tod. In der Spielzeit 2000/2001 war er unter der Regie von Helmut Stauss am Schlosspark Theater als Arzt Monsieur Diafoirus in Molières Der eingebildete Kranke zu sehen. Im März 2006 spielte er am Berliner Kriminal Theater in einer Inszenierung von Wolfgang Rumpf den alten Pater Eberhard in dem Missbrauchs-Drama Die Beichte von Felix Mitterer.

### Film und Fernsehen
„Ein Schädel, so recht geeignet für die Klischee-Bösewichter vom laufenden Filmband, ein bißchen Mephisto um Augenbrauen und Lippen rum, hohe Stirn mit gewölbten Linien.“

Kleinert gab 1959 in Slatan Dudows DEFA-Kinofilm Verwirrung der Liebe gemeinsam mit Angelica Domröse sein Debüt vor der Kamera, wo er in einer kleinen Nebenrolle mitspielte. Ab Mitte der 1960er Jahre war er kontinuierlich in einer Vielzahl an Produktionen der DEFA und des DFF zu sehen, so etwa als Ober-Vormann Schulze in Joachim Kunerts Die Abenteuer des Werner Holt (1965) sowie als Broslat in einer der Hauptrollen neben Günther Simon und Gert Gütschow in dem Fernsehsechsteiler Gefährliche Reise (1972). Wiederkehrend arbeitete er mit dem Regisseur Siegfried Kühn zusammen, unter anderem 1970 in der Rolle des Willy Wendrinl in dem Gegenwartsfilm Im Spannungsfeld, 1971 als Einstein in der Herbert-Otto-Verfilmung Zeit der Störche und 1974 neben Christine Schorn als Graf in der Johann-Wolfgang-von-Goethe-Romanverfilmung Wahlverwandtschaften. Zwischen 1974 und 1991 übernahm er mehrfach Gastrollen in den Fernsehreihen Polizeiruf 110 und Der Staatsanwalt hat das Wort.
Kleinert wirkte daneben in zahlreichen Kinder- und Jugendproduktionen, so spielte er den Musiklehrer Breitkreuz in Philipp, der Kleine (1976), den Prediger in Gevatter Tod (1980), den bösen Zauberer Zabaraba in Die Drachenprinzessin (1980), den Marodeur in Jorinde und Joringel (1986), den Regisseur Berger in Hasenherz (1987), in der neunteiligen Serie Spuk von draußen (ebenfalls 1987) den Schauspieler Mackenstädt und den Oberhofmeister in König Phantasios (1990).
Im wiedervereinigten Deutschland konnte Kleinert nahtlos an seine Laufbahn in der DDR anknüpfen. So übernahm er neben seiner Theatertätigkeit weiterhin Rollen in Film- und Fernsehproduktionen, so unter anderem 1989 als Van Devil neben Otto Waalkes in einer der Hauptrollen in Otto – Der Außerfriesische, 1990 als Major von Moltke in Tom Toelles Fernsehdreiteiler Bismarck, 2006 in Florian Henckel von Donnersmarcks vielfach ausgezeichnetem Politthriller Das Leben der Anderen, 2010 unter der Regie von Matti Geschonneck in der Literaturverfilmung Boxhagener Platz und 2019 in Jan-Ole Gersters Lara, wo er an der Seite von Corinna Harfouch und Tom Schilling die Rolle des Professors Reinhoffer spielte.
Von 1998 bis 1999 übernahm Kleinert eine durchgehende Serienhauptrolle als Anwalt Joseph Ludowski, dem Auftraggeber und Partner des von Sven Martinek dargestellten Agenten Max Zander-Hecker in der Actionserie Der Clown. Neben festen Serienrollen übernahm er wiederholt Gastauftritte in verschiedenen Fernsehserien und -reihen, u. a. in Wilsberg, Tatort, Der Solist, Bloch, In aller Freundschaft, Ein starkes Team, Helen Dorn und in der finalen Folge Stille Wasser der ARD-Krimiserie Donna Leon. Im Januar 2024 war Kleinert an der Seite von Bettina Wegner und Karoline Schuch in einer durchgehenden Serienhauptrolle als Arthur Kring in der internationalen ARD-Mystery-Serie Oderbruch zu sehen.

### Sprechertätigkeit
Neben seiner Arbeit am Theater und vor der Kamera betätigt sich Kleinert seit Ende der 1960er Jahre umfangreich als Hörspiel- sowie Hörbuchsprecher und belegt mit 258 Produktionen den 217. Platz in der Liste der deutschsprachigen Sprecher mit den meisten Hörspielen (Stand: 2024). Er arbeitete für den staatlichen Rundfunk der DDR. Von 1984 und 1989 gehörte er unter anderem als Dr. Bergfeld zur Stammbesetzung der Radio-DDR-I-Hörspielreihe Waldstraße Nummer 7.

## Filmografie

### Kino
- 1959: Verwirrung der Liebe
- 1965: Engel im Fegefeuer
- 1965: Die Abenteuer des Werner Holt
- 1965: Entlassen auf Bewährung
- 1968: Leben zu zweit
- 1968: Die Toten bleiben jung
- 1969: Weite Straßen – stille Liebe
- 1970: Im Spannungsfeld
- 1970: KLK an PTX – Die Rote Kapelle
- 1971: Zeit der Störche
- 1972: Trotz alledem!
- 1973: Das zweite Leben des Friedrich Wilhelm Georg Platow
- 1974: Wahlverwandtschaften
- 1975: Am Ende der Welt
- 1976: Philipp, der Kleine
- 1976: Das Licht auf dem Galgen
- 1977: Die Flucht
- 1980: Komödianten-Emil
- 1982: Die fliegende Windmühle (Stimme)
- 1986: Jan auf der Zille
- 1986: Johann Strauß – Der König ohne Krone
- 1987: Hasenherz
- 1989: Otto – Der Außerfriesische
- 1991: Wer hat Angst vor Rot, Gelb, Blau?
- 1992: Cosimas Lexikon
- 1994: Hasenjagd – Vor lauter Feigheit gibt es kein Erbarmen
- 1999: Helden wie wir
- 2006: Das Leben der Anderen
- 2008: Die Tränen meiner Mutter
- 2010: Henri 4
- 2010: Boxhagener Platz
- 2019: Lara

### Fernsehen

#### Fernsehfilme
- 1963: Der Ozean
- 1964: Alle lieben Babs
- 1965: Testpersonen
- 1965: Bäume sterben aufrecht
- 1965: Episoden vom Glück (Zweiteiler)
- 1966: Die Jagdgesellschaft
- 1966: Die Nacht zwischen Donnerstag und Freitag
- 1967: Zwanzig Zahnbürsten
- 1967: Der Steckbrief
- 1967: Geliebter Herr Kollege
- 1967: Kinder der Sonne
- 1968: Wege übers Land (Fünfteiler)
- 1972: Gefährliche Reise (Sechsteiler)
- 1972: Die große Reise der Agathe Schweigert
- 1972: Die Ballade von der Geige
- 1974: Die eigene Haut
- 1974: Nachtasyl
- 1974: Warum kann ich nicht artig sein
- 1975: Steckbrief eines Unerwünschten
- 1977: Dantons Tod (Studioaufzeichnung)
- 1977: Die Flucht
- 1977: Die Verführbaren
- 1979: Professor Tarantoga und ein seltsamer Gast
- 1979: Die Birke da oben
- 1979: Pinselheinrich
- 1979: Verlobung in Hullerbusch
- 1980: Gevatter Tod
- 1980: Die Drachenprinzessin
- 1981: Der Leutnant Yorck von Wartenburg
- 1981: Furcht und Elend des Dritten Reiches (Zweiteiler)
- 1982: Ein Tag aus Goethes Kindheit
- 1982: Generalprobe
- 1982: Komm mit mir nach Chicago
- 1983: Die traurige Geschichte von Friedrich dem Großen (Theateraufzeichnung)
- 1983: Pianke
- 1983: Die Schöne und das Tier
- 1983: Alleinstehend
- 1985: Aussenseiter
- 1985: Die Rundköpfe und die Spitzköpfe (Theateraufzeichnung)
- 1985: Sachsens Glanz und Preußens Gloria (Sechsteiler, 2 Teile)
- 1986: Jorinde und Joringel
- 1987: Der unbekannte Großvater
- 1987: Der Freischütz in Berlin
- 1987: Wallenstein (Theateraufzeichnung)
- 1988: Der blaue Boll (Theateraufzeichnung)
- 1989: Die ehrbaren Fünf
- 1990: Nathan der Weise
- 1990: Die Ritter der Tafelrunde
- 1990: Bismarck (Dreiteiler)
- 1990: König Phantasios
- 1992: Der unsichtbare Freund
- 1992: Haus Herzenstod
- 1998: Operation Noah
- 2004: Der Stich des Skorpion
- 2006: Nette Nachbarn küsst man nicht
- 2007: Afrika, mon amour
- 2007: Der fremde Gast
- 2007: Du gehörst mir
- 2008: Lilys Geheimnis
- 2011: Der Kardinal
- 2012: Mord in Ludwigslust

#### Fernsehserien und -reihen
- 1972: Das Geheimnis der Anden (3 Folgen)
- 1974: Polizeiruf 110: Der Tod des Professors
- 1975: Kriminalfälle ohne Beispiel: Mord im Märkischen Viertel
- 1976: Der Staatsanwalt hat das Wort: Der Brief aus Slubice
- 1978: Polizeiruf 110: Bonnys Blues
- 1979: Polizeiruf 110: Tödliche Illusion
- 1981: Polizeiruf 110: Alptraum
- 1981: Das große Abenteuer des Kaspar Schmeck (3 Folgen)
- 1982: Der Staatsanwalt hat das Wort: Ich bin Joop van der Dalen
- 1983: Polizeiruf 110: Eine nette Person
- 1985: Der Staatsanwalt hat das Wort: Das Biest
- 1985: Polizeiruf 110: Verlockung
- 1987–1988: Spuk von draußen (6 Folgen)
- 1991: Polizeiruf 110: Ein verhängnisvoller Verdacht
- 1995: Polizeiruf 110: Sieben Tage Freiheit
- 1995: Wilsberg: Und die Toten lässt man ruhen
- 1996: Alarm für Cobra 11 – Die Autobahnpolizei (Folge Tod bei Tempo 100)
- 1996: Tatort: Buntes Wasser
- 1998–1999: Der Clown (15 Folgen)
- 1999: Tatort: Dagoberts Enkel
- 2001: Die Wache (Folge Gefährliche Freundschaft)
- 2002: SOKO Leipzig (Folge Sport ist Mord)
- 2002: Der Solist – In eigener Sache
- 2004: Bloch: Ein Fleck auf der Haut
- 2005: Kanzleramt (Folge Kanzlermehrheit)
- 2007: Einsatz in Hamburg – Die letzte Prüfung
- 2008: Kommissar Stolberg (Folge Tod im Wald)
- 2008: Polizeiruf 110: Eine Maria aus Stettin
- 2009: Tatort: Falsches Leben
- 2009: In aller Freundschaft (Folge 427 Schuld)
- 2009: Ein starkes Team: Geschlechterkrieg
- 2010: Stubbe – Von Fall zu Fall: Gegen den Strom
- 2014: Helen Dorn: Das dritte Mädchen
- 2015: Spreewaldkrimi: Die Sturmnacht
- 2019: Donna Leon – Stille Wasser
- 2024: Oderbruch (8 Folgen)

## Theater (Auswahl)
- 1967: Friedhold Bauer: Baran oder die Leute im Dorf (Baran) – Regie: Friedo Solter (Deutsches Theater Berlin – Kammerspiele)
- 1969: Günther Rücker: Der Herr Schmidt (Schneidergeselle Nothjung) – Regie: Friedo Solter (Deutsches Theater Berlin)
- 1969: Hans Lucke: Mäßigung ist aller Laster Anfang (Brigadier Jochen) – Regie: Uta Birnbaum/Friedo Solter (Deutsches Theater Berlin – Kammerspiele)
- 1969: Günther Rücker: Der Nachbar des Herrn Pansa (Murzio) – Regie: Friedo Solter (Deutsches Theater Berlin)
- 1970: Claus Hammel: Le Faiseur oder Warten auf Godeau – Regie: Hans Bunge/Heinz-Uwe Haus/Hans-Georg Simmgen (Deutsches Theater Berlin)
- 1976: Wassili Schukschin: Der Standpunkt – Regie: Wolfgang Heinz (Deutsches Theater Berlin)
- 1978: Gerhart Hauptmann: Michael Kramer – Regie: Wolfgang Heinz (Deutsches Theater Berlin)
- 1980: Gabriele Bigott (Nach Dieter Noll): Kippenberg (Dr Joachim Kippenberg 2) – Regie: Peter Schroth/Peter Kleinert (Theater im Palast)
- 1980: Helmut Bez: Jutta oder die Kinder von Damutz (Solides) – Regie: Friedo Solter (Deutsches Theater Berlin im Plenarsaal der Akademie der Künste Berlin)
- 1981: Georg Büchner: Dantons Tod – Regie: Alexander Lang (Deutsches Theater Berlin)
- 1984: Friedrich Schiller: Wallenstein (Isolani) – Regie: Friedo Solter (Deutsches Theater Berlin)
- 1985: Johannes R. Becher: Winterschlacht (Oberstleutnant von Quabbe) – Regie: Alexander Lang (Deutsches Theater Berlin)
- 1991: Peter Turrini: Der Minderleister (Personalchef) – Regie: Carl-Hermann Risse (Deutsches Theater Berlin)

## Hörspiele (Auswahl)
- 1969: Peter Hacks nach Aristophanes: Der Frieden (Chor) – Regie: Wolf-Dieter Panse (Hörspiel – Rundfunk der DDR)
- 1970: Sophokles: Die Antigone des Sophokles (Chor der Alten) – Regie: Martin Flörchinger (Hörspiel – Rundfunk der DDR)
- 1973: Hans-Ulrich Lüdemann: Überlebe das Grab (Richy) – Regie: Werner Grunow (Hörspiel – Rundfunk der DDR)
- 1975: Erik Knudsen: Not kennt kein Gebot oder der Wille Opfer zu bringen (Dr. Spahn) – Regie: Peter Groeger (Hörspiel – Rundfunk der DDR)
- 1977: Hans Siebe: Herzogs Frau (Hauptmann Seitz) – Regie: Achim Scholz (Kriminalhörspiel – Rundfunk der DDR)
- 1979: Alberto Molina: Beerdigung unter Bewachung (Loyola) – Regie: Fritz Göhler (Hörspiel – Rundfunk der DDR)
- 1980: Karl-Heinz Jakobs: Casanova in Dux (Querini) – Regie: Barbara Plensat (Hörspiel – Rundfunk der DDR)
- 1981: Christoph Hein: Jakob Borgs Geschichten (Clochard) – Regie: Flora Hoffmann (Kinderhörspiel (5 Teile) – Rundfunk der DDR)
- 1981: Edwin Hoernle: Vom König, der die Sonne vertreiben wollte – Regie: Maritta Hübner (Kinderhörspiel – Rundfunk der DDR)
- 1981: Brigitte Hähnel: Die Einladung (Er) – Regie: Barbara Plensat (Hörspiel – Rundfunk der DDR)
- 1981: Theodor Storm: Pole Poppenspäler – Regie: Norbert Speer (Kinderhörspiel – Rundfunk der DDR)
- 1981: Joachim Brehmer: Der Doppelgänger (Direktor) – Regie: Achim Scholz (Hörspiel – Rundfunk der DDR)
- 1981: Günter Eich: Träume – Regie: Peter Groeger (Hörspiel – Rundfunk der DDR)
- 1984: Bertolt Brecht: Furcht und Elend des Dritten Reiches – Regie: Achim Scholz (Hörspiel – Rundfunk der DDR)
- 1984: Brüder Grimm: Der Teufel mit den drei goldenen Haaren (König) – Regie: Maritta Hübner (Kinderhörspiel – Litera)
- 1985: Horst Hawemann: Die Katze, die immer nur ihre eigenen Wege ging (Vielleicht-Pferd) – Regie: Barbara Plensat (Kinderhörspiel frei nach Motiven von Rudyard Kipling – Litera)
- 1988: Pjotr Jerschow: Gorbunok, das Wunderpferdchen (Hofmarschall) – Regie: Norbert Speer (Kinderhörspiel – Rundfunk der DDR)
- 1991: Klaus G. Zabel: Hängepartie – Regie: Detlef Kurzweg (Kriminalhörspiel – Funkhaus Berlin)
- 1995: Jürgen Ebertowski/Joy Markert: Esbeck und Mondrian (Tanaka) – Regie: Peter Groeger (Kriminalhörspiel – SFB)
- 1997: Jost Nickel: Herr König stirbt (Immobilienmakler) – Regie: Albrecht Surkau (Kriminalhörspiel – DLR)
- 2001: Matthias Scheliga: Schnecks Heimweg (Pförtner) – Regie: Barbara Plensat (Hörspiel – SFB/ORB)
- 2002: Andreas Knaup:  Genopoly – Regie: Robert Matejka (Hörspiel – DLR)
- 2004: Holger Siemann Mordspiel (Hartwig) – Regie: Christa Kowalski (Kriminalhörspiel – RBB)

## Bibliografie
- zusammen mit Regina Beyer: Ein Schauspieler spielt selten allein. Neues Leben, Berlin 2019, ISBN 978-3-355-01882-1.

## Auszeichnung
- 1981: II. Leistungsvergleich der Schauspiel- und Musikensembles der DDR: Sonderpreis für hervorragende Einzelleistung für die Titelrolle in Kippenberg (Theater im Palast)